# Combleux
Combleux – miejscowość i gmina we Francji, w Regionie Centralnym, w departamencie Loiret.
Według danych na rok 1990 gminę zamieszkiwały 383 osoby, a gęstość zaludnienia wynosiła 348 osób/km² (wśród 1842 gmin Regionu Centralnego Combleux plasuje się na 768. miejscu pod względem liczby ludności, natomiast pod względem powierzchni na miejscu 1422.).